# Carl James Peter Graebe
Carl James Peter Graebe, conegut com a Carl Graebe o Carl Gräbe, (24 de febrer de 1841, Frankfurt del Main - 19 de gener de 1927, Frankfurt del Main) fou un químic alemany, conegut per haver treballat realitzat la primera síntesi d'un colorant natural, l'alitzarina, conjuntament amb Carl Theodore Liebermann.

## Biografia
Graebe era el fill gran de Carl Graebe (1797-1879), comerciant i cònsol de la província de Hesse a Frankfurt, benefactor del districte de Frankfurt-Praunheim. Estudià durant un breu període en una escola d'art a Frankfurt, a continuació, a la Universitat de Karlsruhe, i finalment a la Universitat de Heidelberg. Després dels seus estudis treballà per a una empresa química, Meister Lucius und Brüning a Höchst (ara Sanofi-Aventis), on supervisava la producció de fucsina. També realitzava investigacions per a obtenir nous colorants violetes emprant iode i trobà colorants verds. Aquesta investigació sobre el iode li causà una inflamació de l'ull, que l'obligà a abandonar la fàbrica i tornà a la Universitat de Heidelberg. El 1862, sota la direcció de Robert Wilhelm Bunsen, aconseguí el doctorat. El 1865 s'incorporà al grup d'Adolf von Baeyer, a la Gewerbeakademie de Berlín. El 1868 obtingué la seva habilitació, i el 1869 es convertí en Privatdozent a la Universitat de Leipzig. Des del 1870 fins al 1877 fou professor de química a la Universitat de Königsberg i des del 1878 fins al 1906 de la Universitat de Ginebra.

## Obra

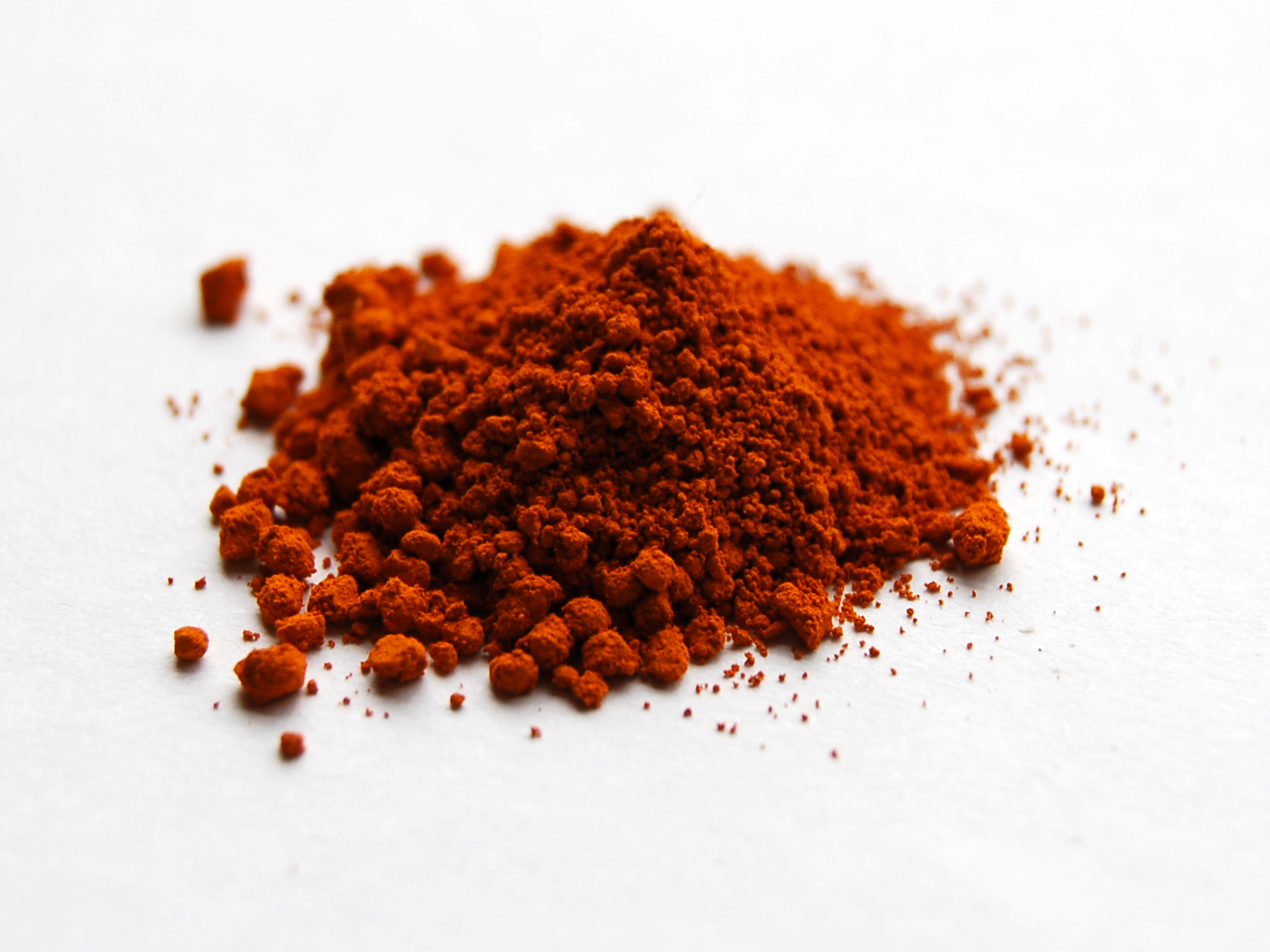
Alitzarina en pols

El 1865 Friedrich Kekulé descobrí l'estructura del benzè, revolucionant la major part de la química orgànica, i l'incentiu Graebe reprengué els treballs sobre la química dels derivats del benzè. Treballà durant un temps en quinones. El 1868, el seu treball conjunt amb Carl Theodore Liebermann conduí al descobriment de l'estructura química de l'alitzarina, un colorant vermell-ataronjat, i la seva síntesi a partir de l'antracè. La primera síntesi d'un colorant natural augmentà considerablement la reputació global de la indústria de colorants alemanya. El 1869 els dos químics presentaren una patent per a la fabricació d'alitzarina d'antracè a Prússia (23 de març 1869), França i Anglaterra. Graebe introduí al mateix temps, la nomenclatura orto-meta-para per a designar les posicions dels substituents del benzè.